# 海風 (海風型駆逐艦)
海風（うみかぜ）は、大日本帝国海軍の駆逐艦で、海風型駆逐艦のネームシップである。舞鶴海軍工廠で建造。同名艦に白露型駆逐艦（海風型駆逐艦 / 改白露型駆逐艦）の「海風」（舞鶴海軍工廠建造艦）があるため、こちらは「海風 (初代)」や「海風I」などと表記される。

## 艦歴
海風型駆逐艦（海風、山風）はイギリス海軍のトライバル級駆逐艦を参考に開発された大型駆逐艦で、蒸気タービンを搭載した日本海軍初の駆逐艦である。また最初期の航洋型（大型）駆逐艦である。海風と山風は、筑摩型防護巡洋艦3隻（筑摩、矢矧、平戸）と同時に計画された。
海風型は1907年（明治40年）度計画により建造。海風型の基本計画番号はF9、海風の仮称艦名は「伊号大駆逐艦」。同年12月20日、製造訓令。
1909年（明治42年）2月2日、「海風」と命名。同年11月23日、舞鶴海軍工廠で起工。当時の舞鶴工廠では海風と共に桜型駆逐艦の「桜」と「橘」を同時に建造することになった。
1910年（明治43年）10月10日、進水。本艦進水式には明治天皇皇太子（のち大正天皇）が臨席した。皇太子は斎藤実海軍大臣、軍令部部長伊集院五郎中将、舞鶴鎮守府司令長官片岡七郎中将、舞鶴海軍工廠長加藤定吉少将等の奉迎を受け、命名書は斎藤大臣が朗読した。
同日附で駆逐艦に類別。
海上試運転中にタービン事故を起こし、艦後部を補強した。
1911年（明治44年）9月28日、竣工。
1912年（大正元年）8月28日、駆逐艦に等級が附与され、本艦の等級は一等とされる。同年の大演習には、河内型戦艦（河内、摂津）、筑摩型巡洋艦3隻、海風型駆逐艦（一等駆逐艦）、桜型駆逐艦（二等駆逐艦）等、日本海軍の最新鋭艦が参加した。
第一次世界大戦では第一南遣支隊所属で南洋群島攻略に参加。1918年（大正7年）のシベリア出兵では沿海州沿岸警備に従事。
1926年（大正15年）11月29日、艦艇類別等級表に「艦型」(艦級、クラスに相当)が定められ、本艦の艦型は海風型とされる。同年12月1日から1928年（昭和3年）12月10日まで鎮海要港部に所属し、この間主に朝鮮半島で活動する。
1930年（昭和5年）6月1日、駆逐艦籍を除かれ掃海艇に類別変更、「第七号掃海艇」（二代）に改称。1936年（昭和11年）4月1日、除籍。

## 艦長
※『日本海軍史』第9巻・第10巻の「将官履歴」及び『官報』に基づく。
駆逐艦長
- 桑島省三 中佐：1910年12月20日 - 1912年12月1日

＊兼舞鶴海軍工廠艤装員（1910年12月20日 - 1911年9月29日）
- 新納司 中佐：1912年12月1日 - 1913年12月1日
- 関才右衛門 中佐：1913年12月1日 - 1914年2月19日
- （心得）小泉親治 少佐：1914年2月19日 - 1914年12月1日
- 小泉親治 中佐：1914年12月1日 - 1915年5月1日
- （心得）石川庄一郎 少佐：1915年5月26日[32] -
- 石川庄一郎 中佐：1915年12月13日 - 1916年6月1日
- （心得）砥川三郎 少佐：1916年6月1日 - 1916年8月1日
- 砥川三郎 少佐：1916年8月1日 - 1916年12月1日
- 岡本郁男 少佐：1916年12月1日 - 1917年10月8日
- 奥井茂 少佐：1917年10月8日[33] - 1918年11月12日[34]
- （兼）副島慶一 中佐：1918年11月12日[34] - 1918年12月1日[35]
- 村上正之助 少佐：1918年12月1日[35] - 1919年4月1日[36]
- （心得）村上正之助 少佐：1919年4月1日[36] - 1919年12月1日[37]
- （心得）山本松四 少佐：1919年12月1日[37] - 1920年10月25日[38]
- （兼・心得）蒲田静三 少佐：1920年10月25日[38] - 1920年12月1日[39]
- （心得）大久保義雄 少佐：1920年12月1日[39] - 1921年1月7日[40]
- （兼・心得）赤沢堅三郎 少佐：1921年1月7日[40] - 1921年3月5日[41]
- （心得）田川薫 少佐：1921年3月5日[41] - 1921年12月1日[42]
- （心得）岩城茂身 少佐：1921年12月1日[42] -
- （心得）染河啓三 少佐：1922年12月1日[43] - 1923年11月1日[44]
- （心得）一ノ瀬英太 少佐：1923年11月1日[44] - 1924年12月1日[45]
- 吉田庸光 少佐：1924年12月1日[45] - 1925年12月1日[46]
- 岩原盛恵 少佐：1925年12月1日[46] - 1927年7月25日[47]
- 境澄信 少佐：1927年7月25日[47] - 1928年12月10日[48]
- 横山茂 中佐：1928年12月10日[48] - 1929年11月30日[49]
- 稲垣義龝 少佐：1929年11月30日[49] - 1930年6月1日[50]

掃海艇長
- 稲垣義龝 少佐：1930年6月1日[50] - 1930年11月15日[51]
- （兼）谷口信義 少佐：1930年11月15日[51] - 1930年12月1日[52]
- 成田茂一 少佐：1930年12月1日[52] -
- （兼）有田貢 少佐：1931年12月1日[53] - 1932年4月1日[54]